# Czigler István
Czigler István (Budapest, 1946. május 23. –) pszichológus, pszichofiziológus, MTA doktor, egyetemi tanár, az MTA Pszichológiai Kutató Intézetének igazgatója. Az ELTE Pedagógiai és Pszichológiai Kar Kognitív Pszichológiai Tanszéken egyetemi tanár, s az ELTE Pszichológiai Doktori Iskola témavezetője.

## Kutatási területe
Kutatásainak tudományága a pszichológiai tudományok: figyelem pszichológiája, kognitív idegtudomány, időskori változások a figyelemben és észlelésben, szenzoros memória.

## Életútja
A II. Rákóczi Ferenc Gimnáziumban kitűnően érettségizett.

### Fő munkaállomásai
Felsőfokú tanulmányokat az ELTE Bölcsészettudományi Kar (ELTE-BTK) pszichológia-biológia szakán folytatott (1964-1969).
Az egyetem elvégzése után bekerült az MTA Pszichológiai Intézetébe segéd-, majd főmunkatársnak (1967-1987), 1987-1989-ben az ELTE Kísérleti Pszichológia Tanszéken egyetemi docensi beosztásban oktatott és kutatott, 1989-től az MTA Pszichológiai Intézetében tudományos osztályvezető (1989-1993), igazgatóhelyettes (1993-1999), 2000 óta igazgató. Közben az egyetemi oktatói tevékenységet is folytatta, tanszékvezető egyetemi tanár volt a Debreceni Egyetem Általános Pszichológia Tanszékén (1997-2005), s egyben 2005-ben a DE Doktori Iskola egyik alapító tagja, PhD programvezető. 2008 óta az ELTE Pedagógiai és Pszichológiai Karon egyetemi tanár a Kognitív Pszichológiai Tanszéken és az ELTE Pszichológiai Doktori Iskola témavezetője.

### Tudományos előrehaladása
Bölcsészdoktorrá avatták 1976-ban, 1982-ben érte el a pszichológiai tudományok szakágban a kandidátusi (jelenleg PhD) fokozatot pszichofiziológiai témakörben, Vizuális kiváltott potenciálok és vizuális információfeldogozás címmel nyújtotta be disszertációját. 1994-ben az MTA doktora (DSc) fokozatot érte el az Automatikus és figyelmi folyamatok a vizuális információfeldolgozásban és az eseményhez kötött agyi potenciálok című disszertációjával. 1995-ben az ELTE-n habilitált. Az iskolateremtésben is kivette részét, 1995 és 2005 között témavezetése alatt öt doktorandusz hallgató szerezte meg a PhD fokozatot.

### Kutatásai
Megismeréstudományi kutatásait segítette az az eszközrendszer (például laborok), amelyek az MTA Pszichológiai Kutató Intézetében, s az egyetemeken rendelkezésére álltak, vagy amelyeket éppen maga teremtett meg. Segítették a kutatási ösztöndíjak (Állami ösztöndíj, Keele University, Anglia, 1973-1974; National Academy of Sciences ösztöndíj, NIMH, Bethesda, USA, 1980), amelyekkel külföldi tapasztalatcseréken vehetett részt, s így a hazaiak mellett külföldi kognitív pszichológusokkal is szakmai együttműködést alakíthatott ki, kivált a rendszerváltást követő időszakban. Elnyerte a Széchenyi Professzori Ösztöndíjat (1996-2001). A szakmai cikkek mellett számos szakkönyv, tankönyv, könyvfejezet írója, társszerzője, fordítója, szerkesztője vagy társszerkesztője.

## Szakmunkái (válogatás)

### Magyar nyelven
- CZIGLER István - Kónya Anikó - Pléh Csaba (1970). A fájdalom pszichofiziológiájának új elméletei és jelentőségük a tanulásteóriákban (Témavezető: Grastyán Endre. ELTE, Acta Iuvenum; újra közreadva 2005-ben).[5]
- CZIGLER I (1982). Vizuális kiváltott potenciálok és vizuális információfeldolgozás. Debrecen, Kossuth Egyetemi Kiadó. 79 p. (könyv, tudományos kutatási jelentés)
- CZIGLER I (1994) Figyelem. Budapest, Scientia Humana. 159 p.
- CZIGLER I, Winkler I (1998). Független modulok és feldolgozási függőség: alulnézet. In: László J, Csepeli G, Kovács Z (szerk.) Élettörténet és megismerés: Tanulmányok Pataki Ferenc tiszteletére. Budapest: Scientia Humana. pp. 22–32. (Scientia humana : pszichológia) ISBN 963-8471-21-2
- CZIGLER I, Winkler I (1999). Kognitív pszichofiziológia: agyi elektromos változások és humán megismerési folyamatok. Magyar Tudomány 44:(7) pp. 788–796. (1999)
- CZIGLER I (2000). Ranschburg-effektus: Megújult érdeklődés. Magyar Pszichológiai Szemle 55:(2-3) pp. 297–304.
- Túl a fiatalságon : megismerési folyamatok időskorban / szerk. CZIGLER István. Budapest : Akadémiai Kiadó, 2000. 254 p. (Pszichológiai tanulmányok ; 18.) ISBN 963-05-7714-3
- Figyelem és percepció; Debreceni Egyetem, Debrecen, 2001
- Az általánostól a különösig; szerk. Czigler István, Halász László, Marton L. Magda; MTA Pszichológiai Kutatóintézet–Gondolat, Bp., 2002
- Pszichofiziológia: megismerés és aktiváció; Debreceni Egyetem, Debrecen, 2003
- A figyelem pszichológiája; Akadémiai, Bp., 2005
- CZIGLER I (2007). A pszichológia mint foglalkozás. In: Czigler I, Oláh A Találkozás a pszichológiával. Budapest: Osiris Kiadó. pp. 81–89.
- CZIGLER I (2009). Szabályosságok nem tudatos észlelése a látásban : az eseményhez kötött potenciál módszer automatikus működésekre utal. Pszichológia 29:(2) pp. 79–100.

### Angol nyelven
- CZIGLER I (1980). Pattern-specific visual evoked potentials: relations to subjective experience at suprathreshold level and the effect of attention. In: Sinz K, Rosenzweig R (szerk.) Psychophysiology. Amsterdam: Elsevier - North-Holland. pp. 371–378. (könyvfejezet)
- CZIGLER I, Csibra G (1992). Event-related potentials and the identification of deviant stimuli. Psychophysiology 29: pp. 471–485.
- Winkler I, CZIGLER I, Jaramillo M, Paavilainen P, Näätänen R (1998). Temporal constraints of auditory event synthesis: evedience from ERPs. Neuroreport 9:(3) pp. 495–499.
- Winkler I, Kujala T, Tiitinen H, Sivonen P, Alku P, Lehtokoski A, CZIGLER I, Csépe V, Ilmoniemi RJ, Näätänen R (1999). Brain responses reveal the learning of foreign language phonemes. Psychophysiology 36:(5) pp. 638–642.
- CZIGLER I, Balázs L (2005). Age-related effects of novel visual stimuli in a letter-matching task. An event-related potential study. Biological Psychology 69:(2) pp. 229–242.
- CZIGLER I, Pató L (2009). Unnoticed regularity violation elicits change-related brain activity. Biological Psychology 80:(3) pp. 339–347.
- CZIGLER I, Sulykos I (2010). Visual mismatch negativity to irrelevant changes is sensitive to task-relevant changes. Neuropsychologia 48:(5) pp. 1277–1282.
- Pató L, CZIGLER I Effects of Novelty on Event-Related Potentials: Aging and Stimulus Replacement. Gerontology (2010)[6]
- Müller D, Winkler I, Roeber U, Schaffer S, CZIGLER I, Schröger E (2010). Visual Object Representations Can Be Formed outside the Focus of Voluntary Attention: Evidence from Event-related Brain Potentials. Journal of Cognitive Neuroscience 22:(6) pp. 1179–1188.

### Németül
- CZIGLER István, Tölgyesi Miklós (1984). Vergleichzeit von Bildern: Wie ändert sich die Reaktionzeit, wenn die Anzahl der zum Entscheiden nötigen Schritte gleich bleibt. Zeitschrift für Psychologie, Suppl. 6. 4-66.

## Szakmai folyóiratoknál betöltött tisztségei
- Pszichológia (szerkesztőbizottsági elnök);
- Journal of Psychophysiology (szerkesztőbizottsági tag);
- European Journal of Psychology (szerkesztőbizottsági tag);
- Világosság (szerkesztőbizottsági tag)

## Tudományos tisztségei
- MTA Pszichológiai Bizottsága (tag, 1990-)
- Magyar Akkreditációs Bizottság plénumtag, Pszichológiai Szakbizottság, elnök, 1997-2001
- MTA Társadalomtudományi kuratórium (1998-2004)
- Magyar Akkreditációs Bizottság, Pszichológiai Szakbizottság, tag (2001-2003)
- MTA II. Oszt. Tanácskozási jogú tag, ill. választott doktori képviselő (2000-)
- Magyar Felsőoktatási Akkreditációs Bizottság, Pszichológia-Pedagógia szakbizottsági tag (2006-)
- OTKA Pszichológia-Pedagógia zsűri, elnök (2007-)

## Társasági tagság
- Magyar Pszichológiai Társaság, szekcióelnök, Általános- és Személyiségpszichológiai Szekció (1984-1990); a Magyar Pszichológiai Társaság elnöke (1990-1996);
- EFPPA[7] Kelet-Nyugat bizottság, elnök (1990-1995).

## Díjak, elismerések (válogatás)
- Kelemen László-díj (1999)
- A Magyar Köztársasági Érdemrend tisztikeresztje (2006)
- Ranschburg-emlékérem (2006)
- Biological Psychology, International Journal of Psychophysiology: Top (2008, 2009)
- Reviewer award (Véleményezői díj)